# Harold Bedoya
Harold Bedoya Pizarro (Cali, 30 de diciembre de 1938-Bogotá, 2 de mayo de 2017) fue un militar y político colombiano. Fue comandante de las Fuerzas Militares y candidato a la Presidencia de Colombia y a la Alcaldía de Bogotá.

## Biografía

### Carrera militar
Ingresó a la Escuela de Cadetes General José María Córdova del ejército en 1955, donde continuó sus estudios de bachillerato desde el cuarto grado, siguiendo la carrera militar profesional. En 1978 tenía el grado de teniente coronel y fue comandante del Batallón de inteligencia y contrainteligencia "Charry Solano" (BINCI) hasta 1980. En 1979 fue profesor de la Escuela de las Américas y gracias a su destacado desempeño en inteligencia y contrainteligencia en la lucha contra la guerrilla, fue ascendido a brigadier General en 1987, asumiendo la comandancia de la VII Brigada con sede en Villavicencio, lo cual continuó tras su nombramiento en la IV Brigada con sede en Medellín, cargo donde llegó a ser un elemento clave en la lucha contra el narcotráfico. En 1991 fue ascendido a mayor general, y en diciembre de 1994 era Comandante del Ejército Nacional de Colombia. Fue ascendido en 1996 a general de tres soles y nombrado comandante general de las Fuerzas Militares en diciembre de ese año, en el gobierno del presidente Ernesto Samper. 
"El Ejército, como institución de estirpe constitucional, será siempre respetuoso de las decisiones del Señor Presidente y, por tanto, está en la obligación de rodearlo y asesorarlo en sus esfuerzos para que culmine exitosamente el proceso de paz en que se encuentra comprometido su gobierno”, dijo en su momento Bedoya, para ponerle fin al llamado ‘ruido de sables’ del que se habló en julio de 1995, cuando, durante el gobierno de Samper, se determinó la desmilitarización de la Uribe (Meta). Para la época, Bedoya Pizarro era un general respetado como estratega en las Fuerzas Militares, por lo que no fue extraño que se le señalará como uno de los supuestos líderes entre los militares de la inconformidad con las decisiones del gobierno del momento.
En 1997 sus cada vez más tirantes diferencias con el presidente, en especial por la toma guerrillera de Las Delicias, desembocaron en que el presidente le llamara a calificar servicios por decreto y le retirara del servicio activo, dando término a sus más de cuarenta años de servicio militar.

### Carrera política
Apenas se efectuó su renuncia, en julio funda el Movimiento Fuerza Colombia y anuncia su intención de postularse como candidato a la Presidencia de Colombia para el periodo 1998-2002. En las primeras encuestas parte como favorito representando la oposición a Samper, pero prontamente es opacado por el candidato del Partido Liberal Horacio Serpa y el partido conservador Andrés Pastrana. En la lucha por la tercería pierde finalmente ante la candidata independiente Noemí Sanín, quedando en un lejano cuarto lugar.
Para las elecciones de 2002, repite su aspiración política, pero los resultados son aún más desalentadores pues se ubica de sexto, con medio punto porcentual. En 2003 promueve su última empresa electoral, como candidato a la Alcaldía de Bogotá, pero nuevamente es sexto con 0,5%.

## Investigaciones
El magistrado de Justicia y Paz, Olimpo Castaño, ordenó en 2012 investigarlo a él y al general Jorge Enrique Mora por su presunta participación en el asesinato del humorista y periodista Jaime Garzón, sucedido en agosto de 1999, investigaciones que no terminaron con apertura formal de juicio en contra del general retirado. Asimismo, colectivos de abogados pidieron en su momento que el ex oficial fuera también investigado por otros casos de asesinatos políticos como los del activista político Miller Chacón, del senador por la UP Manuel Cepeda Vargas, así como su autoría intelectual en el desarrollo del plan Golpe de Gracia y del apoyo a grupos paramilitares.

## Muerte
Bedoya padecía desde 2015 un cáncer linfático por el cual había sido hospitalizado en varias ocasiones en el Hospital Militar Central de Bogotá. El 30 de abril de 2017 fue hospitalizado nuevamente, donde falleció dos días más tarde.